# Atletismo nos Jogos Pan-Americanos de 2007 - Salto triplo masculino
O salto triplo foi um dos eventos do atletismo nos Jogos Pan-Americanos de 2007, no Rio de Janeiro. A prova foi disputada no Estádio Olímpico João Havelange no dia 28 de julho com 13 atletas de 11 países.

## Medalhistas
| Ouro   | BRA Jadel Gregório    |
| Prata  | CUB Osniel Tosca      |
| Bronze | CUB Yoandris Betanzos |

## Recordes
Recordes mundiais e pan-Americanos antes da disputa dos Jogos Pan-Americanos de 2007.
| Tipo                             | Atleta                  | Distância | Local            | Data                  |
| -------------------------------- | ----------------------- | --------- | ---------------- | --------------------- |
|                                  | Jonathan Edwards        | 18,29 m   | Gotemburgo       | 7 de agosto de 1995   |
| Recorde dos Jogos Pan-Americanos | João Carlos de Oliveira | 17,89 m   | Cidade do México | 15 de outubro de 1975 |

## Resultados
- DNF: não completou a prova.
- DNS: não competiu na prova.

### Final
A final do salto triplo masculino foi disputada em 28 de julho as 17:35 (UTC-3).
| Pos.              | Atleta            | País                         | 1     | 2     | 3     | 4     | 5     | 6     | Result. |
| ----------------- | ----------------- | ---------------------------- | ----- | ----- | ----- | ----- | ----- | ----- | ------- |
| Medalha de ouro   | Jadel Gregório    | BRA Brasil                   | 17.04 | 17.27 | -     | 17.15 | -     | 17.09 | 17.27 m |
| Medalha de prata  | Osniel Tosca      | CUB Cuba                     | 16.00 | 16.78 | 16.65 | 16.18 | 16.37 | 16.92 | 16.92 m |
| Medalha de bronze | Yoandris Betanzos | CUB Cuba                     | X     | 16.75 | 16.01 | 16.56 | X     | 16.90 | 16.90 m |
| 4                 | Jefferson Sabino  | BRA Brasil                   | 16.79 | 16.81 | 16.57 | X     | X     | 16.76 | 16.81 m |
| 5                 | Lawrence Willis   | USA Estados Unidos           | 16.72 | 16.05 | 16.38 | 16.36 | X     | 15.38 | 16.72 m |
| 6                 | Leevan Sands      | BAH Bahamas                  | 16.59 | 16.67 | 16.65 | 15.10 | X     | 16.15 | 16.67 m |
| 7                 | Randy Lewis       | GRN Granada                  | 16.42 | X     | 16.40 | X     | X     | X     | 16.42 m |
| 8                 | Ayata Joseph      | ANT Antígua e Barbuda        | 15.66 | X     | 15.73 | 15.33 | X     | DNF   | 15.73 m |
| 9                 | Hugo Chila        | ECU Equador                  | 14.69 | 15.71 | 14.26 |       |       |       | 15.71 m |
| 10                | Samyr Laine       | HAI Haiti                    | 15.10 | 15.45 | 13.79 |       |       |       | 15.45 m |
| 11                | Keita Cline       | BVI Ilhas Virgens Britânicas | X     | 14.37 | 14.02 |       |       |       | 14.37 m |
| —                 | Ie Juan Simon     | TRI Trinidad e Tobago        | X     | X     | X     |       |       |       | —       |
| —                 | Allen Simms       | PUR Porto Rico               |       |       |       |       |       |       | DNS     |